# سياسة التأشيرات في الولايات المتحدة

الولايات المتحدة وتبعياتها
دول الانتقال الحر
بدون تأشيرة (6 أشهر)
برنامج تأشيرة ويفر (9 أشهر)
بدون تأشيرة عند تقديم مستندات الشرطة (6 أشهر)
مطلوب تأشيرة لدخول الولايات المتحدة

تتكون سياسة التأشيرات في الولايات المتحدة من متطلبات المواطنين الأجانب للسفر إلى الولايات المتحدة والدخول إليها والبقاء فيها. يجب على زوار الولايات المتحدة الحصول على تأشيرة دخول من إحدى البعثات الدبلوماسية الأمريكية ما لم يأتوا من إحدى الدول المعفاة من التأشيرة أو الأعضاء في برنامج الإعفاء من التأشيرة. تنطبق القواعد نفسها على السفر إلى جميع الولايات الأمريكية، وواشنطن العاصمة، وبورتوريكو، وجزر العذراء الأمريكية، وكذلك إلى غوام وجزر ماريانا الشمالية مع إعفاءات إضافية، بينما تنطبق قواعد مماثلة ولكن منفصلة على ساموا الأمريكية.

## نظرة عامة

### وثائق السفر
تطلب حكومة الولايات المتحدة من جميع الأفراد الذين يدخلون إلى الولايات المتحدة أو يغادرونها عن طريق الجو، أو يدخلون الولايات المتحدة عن طريق البحر من خارج الأمريكتين، أن يحملوا إحدى الوثائق التالية:
- جواز سفر أمريكي
- جواز سفر أجنبي؛ للدخول، تأشيرة الولايات المتحدة مطلوبة أيضًا باستثناء:
  - مواطنو دول الانتقال الحر (جزر مارشال، ولايات ميكرونيسيا المتحدة، بالاو)[2]
  - مواطنو بعض الولايات القضائية المجاورة (كندا وبرمودا بشكل عام؛ جزر البهاما، جزر العذراء البريطانية، جزر كايمان وجزر توركس وكايكوس في ظل ظروف معينة؛ والمكسيك ضمن فئات محدودة)
  - رعايا الدول المشاركة في برنامج الإعفاء من التأشيرة (أو بعض البلدان الإضافية فقط لغوام وجزر ماريانا الشمالية)
- بطاقة إقامة دائمة في الولايات المتحدة (نموذج I-551) أو ختم I-551 المؤقت
- وثيقة سفر من الولايات المتحدة بمثابة تصريح إعادة الدخول (نموذج I-327) أو وثيقة سفر للاجئين (نموذج I-571)
- تصريح الإفراج المشروط مسبقًا (نموذج I-512)، أو وثيقة تصريح العمل (نموذج I-766) مشروحةً «صالح لإعادة الدخول إلى الولايات المتحدة» أو «بمثابة I-512 للإفراج المشروط مسبقًا»
- هوية الجيش الأمريكي أو حلف شمال الأطلسي مع أمر السفر الرسمي
- أوراق اعتماد البحارة التجاريين الأمريكيين التي تشير إلى الجنسية الأمريكية
- بطاقة نيكسوس التي تشير إلى الجنسية الأمريكية أو الكندية (فقط من وإلى المطارات الكندية)
- خطاب النقل الصادر عن الحكومة الأمريكية أو تصريح الصعود (للدخول فقط)
- وثيقة سفر خارجية طارئة أو أمر إبعاد أمريكي (للمغادرة فقط)

للدخول عن طريق البر أو البحر من الأمريكتين، يجب على الأفراد تقديم إحدى الوثائق المقبولة للدخول عن طريق الجو أو إحدى الوثائق التالية:
- بطاقة جواز سفر أمريكي
- بطاقة نيكسوس أو سنتري أو فاست أو غلوبال انتري التي تشير إلى الجنسية الأمريكية أو الكندية
- رخصة القيادة الأمريكية أو الكندية المحسنة
- بطاقة قبلية مُحسّنة أو صورة بطاقة هوية لأميركيين أصليين أو بطاقة هوية هندية كندية
- شهادة الميلاد الأمريكية أو الكندية أو التقرير القنصلي الأمريكي للولادة في الخارج أو شهادة الجنسية الأمريكية أو شهادة الجنسية الكندية، فقط للأطفال دون سن 16 عامًا أو أقل من 19 عامًا في مجموعة خاضعة للإشراف[3]
- بطاقة هوية تحمل صورة صادرة عن الحكومة مع شهادة الميلاد الأمريكية أو التقرير القنصلي عن الميلاد في الخارج أو شهادة التجنس، فقط للسفر عن طريق سفينة سياحية عائدة إلى نفس مكان المغادرة في الولايات المتحدة[4]

يجوز لمواطني المكسيك استخدام بطاقة عبور الحدود، والتي تُستخدم كتأشيرة عند إظهارها مع جواز السفر. بدون جواز سفر، تسمح البطاقة بمفردها أيضًا بالدخول عن طريق البر أو البحر مع البقاء ضمن مسافة 25 ميلًا من حدود المكسيك والولايات المتحدة (حتى 75 ميلًا في أريزونا و55 ميلًا في نيو مكسيكو) للإقامة لمدة تصل إلى 30 يومًا.
لا يحتاج الأطفال المولودين لأم مقيمة دائمة في الولايات المتحدة أثناء زيارة مؤقتة للخارج إلى جواز سفر أو تأشيرة عند أول عودة للأم إلى الولايات المتحدة في غضون عامين بعد الولادة. وبالمثل، فإن الأطفال المولودين في الخارج لأبوين يحملان تأشيرة هجرة إلى الولايات المتحدة بعد إصدارها لا يحتاجون إلى جواز سفر أو تأشيرة إذا كان الطفل مدرجًا في جواز سفر الوالد مع شهادة الميلاد.

### التأشيرات
بينما يوجد حوالي 185 نوعًا مختلفًا من تأشيرات الولايات المتحدة، فهناك فئتان رئيسيتان:
- تأشيرة غير المهاجرين، للإقامات المؤقتة مثل السياحة أو الأعمال التجارية أو الزيارات العائلية أو الدراسة أو العمل أو العبور
- تأشيرة الهجرة: للإقامة الدائمة في الولايات المتحدة. في ميناء الدخول، وبعد اعتماد ختم الدخول I-551، تُستخدم التأشيرة كدليل على الإقامة الدائمة لمدة عام واحد ويُراجع إعطاء البطاقة الخضراء لحامل التأشيرة. يصبح الطفل الذي يحمل تأشيرة IR-3 أو IH-3 مواطنًا أمريكيًا بشكل تلقائي عند القبول وتسير العملية باتجاه منحه شهادة الجنسية (N-560).

لا تسمح تأشيرة الولايات المتحدة بالدخول إلى الولايات المتحدة أو الإقامة في وضع معين، ولكنها تعمل فقط كإذن أولي للسفر إلى الولايات المتحدة وطلب الدخول في منافذ الدخول. يجري القبول النهائي للدخول إلى الولايات المتحدة من قبل هيئة الجمارك وحماية الحدود (سي بي بّي). يمكن أن يستغرق الحصول على تأشيرة الهجرة إلى الولايات المتحدة أسبوعين حتى 4 أشهر. بالنسبة لأولئك الذين يدخلون في حالة تأشيرة لغير المهاجرين، تُسجل تفاصيل القبول من قبل مسؤول الجمارك وحماية الحدود في النموذج I-94 (أو النموذج I-94W لمواطني دول برنامج الإعفاء من التأشيرة للزيارات القصيرة)، والذي يعد بمثابة الوثيقة الرسمية التي تفوض البقاء في الولايات المتحدة في وضع معين ولفترة زمنية معينة. من أجل الهجرة، يجب على المرء إما أن يكون لديه تأشيرة هجرة أو أن يكون لديه تأشيرة النية المزدوجة، وهي واحدة متوافقة مع تقديم طلب متزامن لحالة غير المهاجرين والمهاجرين.
يمكن وصف دخول الولايات المتحدة بتأشيرة عمل على أنها عملية من ثلاث خطوات في معظم الحالات. أولًا، يقدم صاحب العمل طلبًا إلى خدمات الجنسية والهجرة الأمريكية يطلب فيه فئة معينة من تأشيرة لفرد معين. في حال تمت الموافقة على طلب صاحب العمل، يُسمح للفرد المعني فقط بتقديم طلب للحصول على التأشيرة، الطلب الموافق عليه لا يُعد تأشيرة. ثم يتقدم الفرد للحصول على تأشيرة وعادةً ما يُجرى معه مقابلة في سفارة أو قنصلية أمريكية في بلده الأصلي. إذا منحت السفارة أو القنصلية التأشيرة، يُسمح للفرد بالسفر إلى الولايات المتحدة. في المطار أو معبر الحدود أو أي نقطة دخول أخرى، يتحدث الفرد مع ضابط من الجمارك وحماية الحدود الأمريكية لطلب القبول، وإذا جرت الموافقة عليه، يمكن للفرد دخول الولايات المتحدة.
بالإضافة إلى الهجرة التي يرعاها أحد المواطنين الأمريكيين أو صاحب العمل، تتوفر حوالي 55000 تأشيرة هجرة كل عام لمواطني بعض البلدان بموجب برنامج تأشيرة هجرة التنوع، المعروف أيضًا باسم يانصيب البطاقة الخضراء.